# 汧城之战
汧城之战是唐德宗贞元二年（786年）八月至十二月，吐蕃为了向唐朝索要安西（治今新疆吐鲁番市）、北庭（治今新疆吉木萨尔北破城子）与唐在汧城（今陕西省陇县）的作战。
783年十月，泾原兵变，推举曾任泾原节度使的朱泚为首领，并攻占长安，唐德宗李适逃往奉天（今陕西省乾县）。陇右留后韦皋派亲信求见，建议德宗请吐蕃军协助平乱。唐德宗应允，先后两次派使向吐蕃求助，口头承请平定叛乱后将安西、北庭之地划归吐蕃，并每年送彩绢一万匹。784年七月，吐蕃派兵助唐平定朱泚之乱。事后，唐朝宰相李泌等反对割地给吐蕃。德宗不再向吐蕃提出割地一事，以彩绢为酬赏，吐蕃恼怒。786年八月二十日，吐蕃大相尚结赞率兵大举攻泾州（治临泾县，今甘肃省镇原县东南）、陇州（治汧阴县，今陕西省陇县东南）、邠州（治新平县，今陕西省彬县）、宁州（治定安县，今甘肃省宁县）等地，毁坏农田禾稼、抢掠人畜。唐朝西部边地震动，州县备战守城。九月，吐蕃派游騎军攻入好畤（今陕西省永寿县西南好畤河村），九月十九日唐京师戒严，德宗准备逃离长安以避吐蕃軍锋芒。大臣齐映苦劝德宗驻守长安抗敌，唐德宗乃下令河中节度使浑瑊率军一万，华州节度使骆元光率军八千，左金吾将军张献甫、神策将李升昙等驻守咸阳，以备吐蕃军攻入长安。西平王李晟派部将王佖率领三百精兵埋伏于汧城，命王佖放吐蕃军先过汧城，袭其中军主力。王佖用李晟之计，果然大败尚结赞。十月初七，李晟命王佖率领五千步骑袭摧沙堡（今宁夏固原市西北）。十月十六日，遇到吐蕃军二万，激战中吐蕃军败退，唐军乘胜追击，攻克摧沙堡。杀摧沙堡守将扈屈律悉蒙等七人，焚烧吐蕃军粮草后退兵。尚结赞率残军从宁州、庆州（治合水，今甘肃省庆阳市）北撤，十月十七日，在合水县北扎营。唐邠宁节度使韩游瓌部将史履程夜袭吐蕃军营，吐蕃军早有防备，杀死唐兵数百人，并追击史履程。当时韩游瓌在平川（今陕西省太白县附近）列阵策应史履程，派人潜伏西山击鼓，吐蕃军追兵闻声大惊，丢弃所掠东西而退。十一月二十五日，吐蕃军进攻盐州（治今陕西省定边县），唐盐州刺史杜彦光惧怕，派人送牛酒犒劳吐蕃军，继而拱手让城于吐蕃，并移兵鄜州（治洛交县，今陕西省富县）。十二月，吐蕃军又进攻夏州（治岩绿，今陕西省靖边县东北白城子），迫使夏州刺史拓跋乾晖率军弃城东逃。又攻银州（治今陕西省横山县东），又攻克麟州（治新奉县，今陕西省神木市北），退守鸣沙城（今宁夏青铜峡市西南黄河东岸丰安故城）。当时冬春交季，吐蕃军粮运不继，羊马死亡严重，驻守灵州、夏州二州吐蕃军供给危机，于是派使臣与唐朝通好，以归还灵州、夏州二州为条件，要求重新盟会，修改界约。德宗不允，令骆元光和陈许兵马使韩全义率领步騎兵一万二千人会合邠宁守军攻取盐州，又令马燧率河东军攻吐蕃军。